# Proszówki

Nieoficjalny herb wsi Proszówki

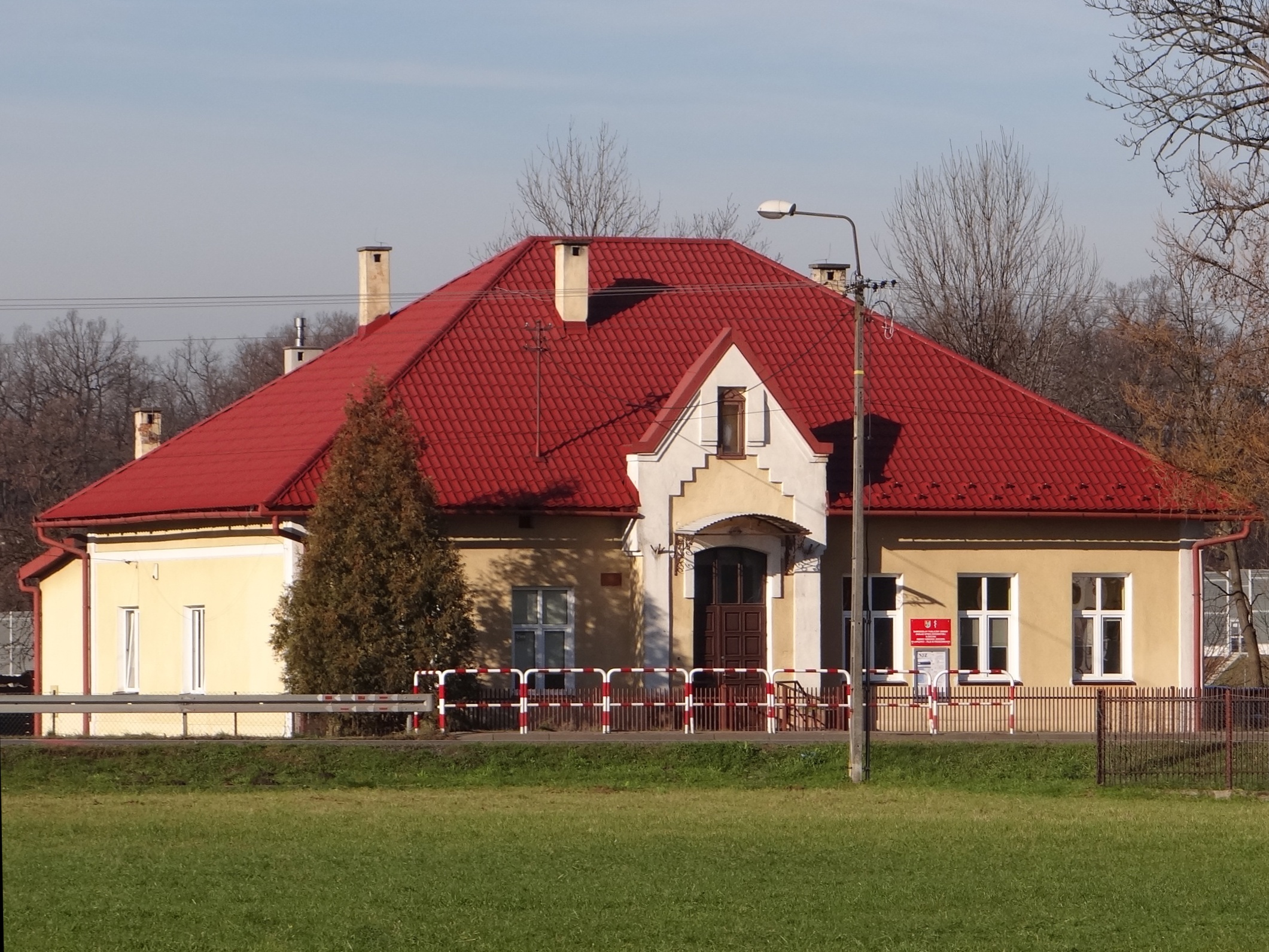
Budynek NFZ

Proszówki – wieś w Polsce położona w województwie małopolskim, w powiecie bocheńskim, w gminie Bochnia. Pod względem geograficznym znajdują się na Podgórzu Bocheńskim.
W latach 1975–1998 miejscowość administracyjnie należała do województwa tarnowskiego.

## Położenie
Miejscowość o powierzchni 5,3 km² granicząca od zachodu z Damienicami i Puszczą Niepołomicką, od północy z Baczkowem, a od południa z miastem Bochnią. Przez wieś przebiegają: droga powiatowa (nr 4301) z Bochni do Niepołomic oraz droga wojewódzka (nr 965) z Bochni do Zielonej. Gęstość zaludnienia Proszówek wynosi 352 osób/km².

## Części wsi
| SIMC    | Nazwa        | Rodzaj     |
| ------- | ------------ | ---------- |
| 0999819 | Błonie       | przysiółek |
| 0812838 | Dwór         | część wsi  |
| 0812844 | Kolonia      | część wsi  |
| 1000019 | Nowe Osiedle | przysiółek |
| 1000048 | Pod Lasem    | przysiółek |
| 0812867 | Rajszula     | część wsi  |
| 0812873 | Rżyska       | część wsi  |
| 0812880 | Stara Wieś   | część wsi  |

## Historia
Nazwa Proszówek pochodzi najprawdopodobniej od imienia Prosz, które używane było w średniowiecznej Polsce. Pierwsza wiadomość źródłowa pochodzi z 1388, kiedy część wsi należała do rodu Strzemieńczyków. W 1411 wieś posiadała prawo niemieckie. W XV i XVI w. miejscowość znajdowała się w rękach takich rodów szlacheckich, jak: Boszowscy, Otłuczoniowie, Kuroszowie, Zborowscy i Sudowie. W XVI w. Proszówki należały już do parafii Krzyżanowice. Spośród kolejnych właścicieli Proszówek wymienić należy Wojciecha Paszyca, towarzysza husarskiego i starostę horodeckiego (1736). Niektórzy z mieszkańców wsi brali udział w insurekcji kościuszkowskiej, a także zaciągali się do Legionów Polskich Jana Henryka Dąbrowskiego. Na przełomie XVIII i XIX w. wieś należała do Józefa Wielogłowskiego, a po jego śmierci do żony, Józefy z Badenich. Wychowywała ona w Proszówkach swojego wnuka, Walerego Wielogłowskiego, późniejszego pisarza, uczestnika powstania listopadowego i działacza społecznego. Opis dworu i wsi znaleźć można w jego opowieści pt. „Dom mojej babki”. W 1885 Proszówki wraz z miejscowym dworem zakupił Antoni Reubenbauer. Na początku XX w. wybudował nowy, murowany dwór, który przetrwał do dziś. W 1900 założono pierwszą Szkołę Ludową, początkowo mieszczącą się w prywatnym mieszkaniu, ale od 1906 przeniesiono ją do nowego budynku o dwóch salach lekcyjnych. Pamiątką po rodzie Reubenbauerów jest ufundowana przez nich kapliczka stojąca na cmentarzu w Krzyżanowicach. W czasie II wojny światowej we dworze stacjonowali Niemcy. 25 sierpnia 1942 rozstrzelali około 500 Żydów z getta bocheńskiego. Zwłoki pogrzebano w pięciu zbiorowych mogiłach, które po wojnie uporządkowano i podpisano w językach polskim i hebrajskim. Podczas okupacji wielu mieszkańców wsi należało do oddziałów partyzanckich, działających na terenie Puszczy Niepołomickiej. 20 stycznia 1945 Proszówki zostały zajęte przez Armię Czerwoną.

### Proszówki obecnie
W Proszówkach, w sąsiedztwie krytej pływalni mieści się budynek Szkoły Podstawowej z Oddziałami Sportowymi, która od 3 czerwca 2017 r. nosi imię ks. Józefa Skwiruta. Od 2009 przy basenie działa także lodowisko. Miejscowość jest bazą wypadową do pieszych i rowerowych wycieczek po Puszczy Niepołomickiej. Od 2005 do 2012 r. odbywał się tu Festiwal Zespołów Rockowych („rock’Autostrada”), na którym oprócz młodych zespołów z całej Polski, występowały także takie formacje jak TSA, Lombard, Budka Suflera czy Oddział Zamknięty.
W 2012 roku rozpoczęto budowę kościoła (nieopodal szkoły w przysiółku „Rajszula”), gdzie niegdyś mieściło się kółko rolnicze. Zadanie budowy kościoła powierzono księdzu Stanisławowi Kani, który od 2 września 2018 r. został mianowany proboszczem nowo utworzonej parafii pw. Matki Bożej Pięknej Miłości w Proszówkach.
We wsi działa, również Klub Sportowy „Błyskawica Proszówki”, który został założony w 1953 roku i początkowo nosił nazwę „Proszowianka”. W 1963 nazwa została zmieniona na „Błyskawica”. Boisko znajduje się w pobliżu Puszczy Niepołomickiej.